# Notophthiracarus diazae
Notophthiracarus diazae är en kvalsterart som först beskrevs av Isidro Ojeda 1985.  Notophthiracarus diazae ingår i släktet Notophthiracarus och familjen Phthiracaridae. Inga underarter finns listade i Catalogue of Life.